# Traralgon
Traralgon ist eine Mittelstadt im Latrobe Valley, einem Teil von Gippsland im australischen Bundesstaat Victoria. Die Stadt gehört zur Local Government Area Latrobe City und hatte im Jahr 2011 rund 25.000 Einwohner.
Woher der Name Traralgon kommt, ist nicht ganz sicher, aber man nimmt allgemein an, dass er von den Kurnai-Wörtern "Tarra" (dt.: Fluss) und "Algon" (dt.: kleiner Fisch) abgeleitet ist. Dies stimmt allerdings nicht mit den moderneren Erkenntnissen der Linguistik überein, wonach z. B. das Wort Fluss in Kurnai "Wun wun" oder "Wurn wurn" heißt.

## Geschichte
Die Region Gippsland war ursprünglich für mehr als 2000 Jahre von Aboriginesstamm der Kurnai (oder Gunai) bewohnt.
Das Gebiet um Traralgon wurde erstmals in den 1840er-Jahren von europäischen Einwanderern besiedelt, bald nachdem es von Graf Paul Edmund de Strzelecki erforscht worden war, nachdem dieser von den Snowy Mountains zurückgekehrt war, wo er Australiens höchsten Berg, den Mount Kosciuszko, erforscht und benannt hatte. Da das Latrobe Valley hohe Niederschläge aufweist, ist das Land sehr fruchtbar und es wurden bald Farmen angelegt. Wie in den meisten Gebieten des westlichen und mittleren Gippsland handelte es sich auch hier hauptsächlich um Milchwirtschaft.
Die Stadt wurde Anfang der 1860er-Jahre gegründet; die Poststation wurde am 1. Januar 1861 eröffnet.
1877 wurde die Eisenbahnlinie Melbourne – Bairnsdale fertig und Traralgon erhielt einen Bahnhof an dieser Strecke.
Traralgon wurde zunächst vom Rosedale Roads Board verwaltet, aber 1879 wurde das Shire of Traralgon eingerichtet. Ende des 19. Jahrhunderts wuchs diese Verwaltungseinheit beträchtlich.
Erst in den 1930er-Jahren aber wandte sich Traralgon von der Landwirtschaft ab. 1936 bauten die Australian Paper Manufacturers eine Papiermühle in Maryvale, 8 km entfernt.
1960 gewann Traralgons berühmtester Sohn, Sir Macfarlane Burnet, den Nobelpreis für Physiologie und Medizin.
In den 1950er-Jahren hatten die Einwohner und die Stadtspitze von Traralgon dafür gekämpft, das Stadtgebiet vom Shire of Traralgon abzutrennen. 1961 gelang dies schließlich und Traralgon wurde zum eigenen Verwaltungsgebiet. 1964 wurde es offiziell zur Stadt erhoben. City of Traralgon und Shire of Traralgon existierten nebeneinander bis 1994, als das Shire of Latrobe gegründet wurde.
Mit dem Wachsen der Kraftwerksindustrie nach dem Zweiten Weltkrieg wuchs auch die Stadt weiter. Diese Entwicklung wurde vor allen Dingen von der heute aufgelöste State Electricity Commission of Victoria (SEC) gefördert. Sie umfasste den Ausbau der Kraftwerke in Yallourn, Hazelwood und Loy Yang in den 1970er- und 1980er-Jahren.
Anfang der 1990er-Jahre wurde die Australian Securities and Investments Commission (ASIC, Auskunftszentrum für Wertpapiere) gegründet, bei dem heute ca. 400 Angestellte arbeiten.
Die Fertigstellung des Kraftwerks Loy Yang, der freiwillige Abzug der Elektroindustrie und Privatisierungen hatten Anfang der 1990er-Jahre verheerende Auswirkungen auf die Wirtschaft des Latrobe Valley. Traralgon mit seiner diversifizierten Wirtschaft litt etwas weniger unter dieser Entwicklung als die Nachbarstädte Morwell und Moe, deren Wirtschaft fast ausschließlich von der Kraftwerksindustrie abhing.
Traralgon wuchs Mitte der 2000er-Jahre stark; 2,7 % jährlicher Bevölkerungszuwachs machte sie zur größten und am schnellsten wachsenden Stadt im Latrobe Valley.

## Bürgerproteste
Die erzwungene Zusammenlegung zur Latrobe City erzeugte großen Unmut bei der Bevölkerung von Traralgon und dem früheren Shire of Traralgon.
Die auf Morwell gerichteten Entscheidungen der Verwaltung von Latrobe City, die den Status Traralgons als bevölkerungsreichste Stadt, die mehr als die Hälfte des Budget von Latrobe City aufbrachte, nicht berücksichtigten, führten zu massiven Protesten der Bürger. Die Leute drückten ihre Enttäuschung und ihren Ärger durch öffentliche Demonstrationen, Protestbriefkampagnen, Bürgerversammlungen und die Sammlung Tausender Unterschriften auf Petitionen an den Bundesstaat Victoria aus. Der Kampf geht bis heute weiter.

## Traralgon heute
Vermutlich auf Grund seiner schnellen Entwicklung sind in Traralgon nur wenige historische Gebäude erhalten. Nennenswerte Gebäude von historischem Interesse sind das Postamts- und Gerichtsgebäude von 1886 und das Ryan’s Hotel von 1914, beide in der Franklin Street.
Das Stadtzentrum von Traralgon liegt im Gebiet um die Seymour Street und Franklin Street. Es wurde auch ein Einkaufszentrum mit vielen Geschäften (meist Franchise- und Australien-weite Unternehmen) und angrenzenden kleinen Läden ortsansässiger Geschäftsleute gebaut.
Ein unangenehmer Geruch durchzieht das Stadtzentrum und die Siedlungen am westlichen Stadtrand, auch wenn sich dies in den letzten Jahren deutlich gebessert hat. Man nimmt an, dass dies von den Gasbrennern der Papiermühle kommt. Die meisten Einwohner haben sich inzwischen an den Geruch gewöhnt. Die Wirtschaft Traralgons hängt auch heute noch von den Arbeitsplätzen der Kraftwerksindustrie und der Papiermühle ab. Auf Grund dieser Abhängigkeit hält man sich mit Beschwerden zurück. Andere wichtige Arbeitgeber sind die ASIC, Centrelink (Behörde der australischen Bundesregierung) und das Latrobe Regional Hospital.
Etliche Restaurants, Bars und Nightclubs in der Key Street, der Grey Street und der Franklin Street ziehen viele Gäste an.

## Schulen
Traralgon besitzt eine Reihe von Grund- und weiterführenden Schulen, staatliche, katholische und unabhängige.
Die Grundschulen sind die Grey Street Primary School (früher: Traralgon Primary School), die Kosciuszko Street Primary School, die Liddard Road Primary School, die Stockdale Road Primary School, die St. Michaels Primary School, die St. Gabriels Primary School, das Flinders Christian Community College (FCCC) und die St. Pauls Anglican Grammer School. Die beiden letztgenannten sind auch weiterführende Schulen. Darüber hinaus gibt es noch die Latrobe Special Developmental School, eine Sonderschule für Schüler von 5–18 Jahren mit Lernbehinderung.
Die örtliche weiterführende Schule, das Traralgon College, hat zwei Standorte. Die Unterstufe (Jahrgangsstufen 7–9) wird in der Liddard Road im Osten der Stadt unterrichtet, die Oberstufe (Jahrgangsstufen 10–12) in der Grey Street im Westen der Stadt. Es gibt auch eine katholische weiterführende Schule, das Lavalla Catholic College. Lavalla hat zwei Standorte in Traralgon und einen in Newsborough in Moe.
Einige Familien aus Traralgon schicken ihre Kinder in eine der drei unabhängigen anglikanischen Schulen der Region, von den zwei ca. 40 Fahrminuten von Traralgon entfernt liegen: die St. Paul Anglican Grammer School mit Standorten in Traralgon und Warragul oder die Gippsland Grammer School in Sale.

## Sport
Die örtlichen Sportteams sind die Traralgon Redsox (Baseball), die Traralgon Maroons (Australian Football), die in der Gippsland Football League spielen, die Traralgon-Tyers United (Australian Football), die in der North Gippsland Football League spielen, und Gippsland Power (Australian Football). Die Traralgon and District Junior Football League ist auch in der Stadt ansässig; die meisten Spiele finden im West End Sporting Complex statt. Es gibt auch zwei Fußballclubs, die in der Gippsland Soccer League spielen, die Traralgon Olympians und Traralgon City.
Traralgon besitzt auch einen Pferderennverein, den Latrobe Valley Racing Club, der zwei Rennen im Jahr ausrichtet, auch den Traralgon Cup im Dezember.
Der Windhund-Rennverein von Traralgon richtet regelmäßig Rennen im ‘’Gelnview Park’’ aus.
Golfern steht das Grün des Traralgon Golf Club am Princes Highway zur Verfügung.
Die örtliche Cricketliga ist die Traralgon and District Cricket Association (TDCA).
Die Traralgon Harriers sind ein Laufverein, die jeden Donnerstag Abend 5–6 km – Rennen ausrichten und auch Victorias ältesten Marathon, den Traralgon Marathon im Juni ausrichten.

## Medien

### Zeitungen
Der alle zwei Wochen erscheinende Latrobe Valley Express wird an alle Haushalte in Traralgon, Morwell und Moe geliefert. Auf das wöchentlich erscheinende Traralgon Journal trifft dies ebenfalls zu.

### Fernsehen
Über Umsetzer sind alle öffentlichen und privaten Sender aus Melbourne empfangbar.

### Radio
Es gibt zwei lokale Radiosender in Traralgon – 3TR FM und GOLD 1242, die beide ACE Radio gehören. Ebenfalls empfangbar sind Star FM und 3GG aus Warragul. Die meisten nationalen Radioprogramme sind über Umsetzer zu empfangen.

## Verkehr
Die meisten Einwohner von Traralgon nützen das Auto und der viel befahrene Princes Highway führt nahe dem Stadtzentrum durch die Stadt. Ein Bypass ist in Planung. Der Hyland Highway beginnt in Traralgon.
Der Bahnhof der Stadt liegt an der Eisenbahnlinie Melbourne – Bairnsdale und es gibt regelmäßige Verbindungen nach Melbourne.
Die Buslinien des Latrobe Valley verbinden Traralgon mit seinen Nachbarstädten und -gemeinden.
Der Latrobe Valley Airport liegt zwischen Traralgon und Morwell.
Traralgon besitzt nur ein mittelmäßiges Radwegenetz mit nur wenigen von Straßen getrennten Radwegen. Jedoch gibt es Planungen für einen Gippsland Plains Rail Trail, der etliche solche Radwege in der Stadt vorsieht.

## Veranstaltungen
- Traralgon Tennis International (Januar)
- Australia Day Breakfast (Januar)
- Traralgon Marathon (Juni)
- Traralgon Show (November)
- Traralgon Cup (Pferderennen, Dezember)
- Carols By Candlelight (Dezember)
- Victorian Cheesecake Racing Championship (Dezember)

## Bekannte Einwohner
- Shannon Barnett (* 1982) (Jazzmusikerin)
- Sir Frank Macfarlane Burnet (1899–1985) (Wissenschaftler)
- Irwin Thomas (Musiker, früher bekannt als Jack Jones, von den Southern Sons)
- Cal Rein (Schauspieler)
- Michael Voss (Australian Football)
- Troy Luff (Australian Football)
- Brendon Goddard (Australian Football)
- Shannon McCurley, irisch-australische Bahnradsportlerin
- Andrew McQualter (Australian Football)
- Kelvin Templeton (Australian Football)
- Gord Bamford (Kanadischer Country-Music-Sänger)
- Axella Johannesson (Musikerin)
- Bernie Quinlan (Australian Football – Spieler und Trainer)
- Bill Waters (35 Jahre lang Vorsitzender der Pfadfinder, Namensgeber des W.F. Waters-Preises)

## Söhne und Töchter der Stadt
- Joshua Charlton (* 1999), Tennisspieler